# Panicum obseptum
Panicum obseptum är en gräsart som beskrevs av Carl Bernhard von Trinius. Panicum obseptum ingår i släktet vipphirser, och familjen gräs. Inga underarter finns listade i Catalogue of Life.